# Bairro Norte
El Bairro Norte (Barrio Norte) es el barrio más densamente poblado y urbanizado de la ciudad de Póvoa de Varzim, en Portugal.
El barrio limita al norte con el Agro-Velho, al sur con el Centro y al este con Barreiros/Moninhas. Al oeste, lo baña el Océano Altântico, en las playas de Carvalhido, Salgueira y Azul.

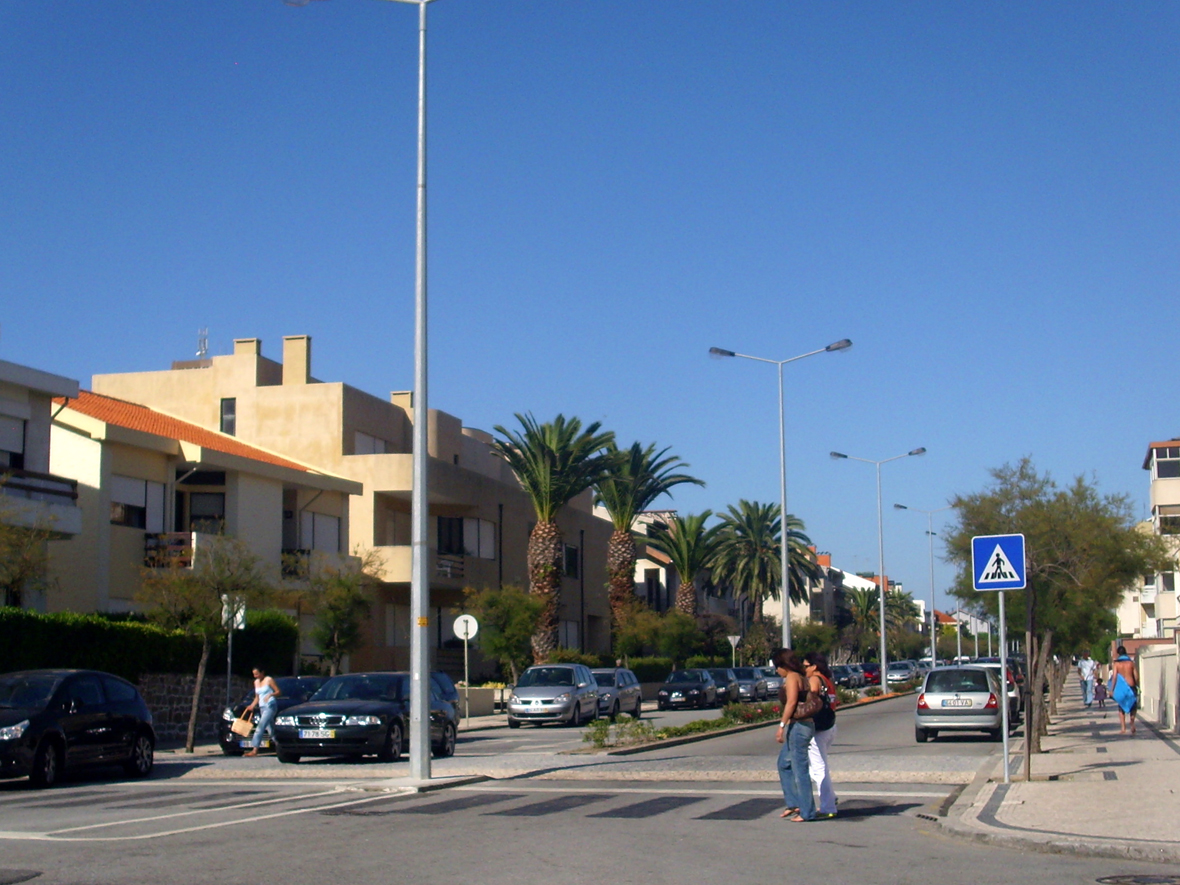
Avenida Santos Graça.

El Bairro Norte es un barrio bastante urbanizado, con edificios bastante altos. Se desarrolló a inicios del siglo XX, con calles paralelas al mar, tal como el Bairro Sul. La parte norte del barrio, dada la alta densidad de población y la necesidad de establecer relaciones de vecindad con una población menor, fue dividida por la Cámara Municipal para formar el Agro-Velho, lugar donde se sitúan algunos equipamientos deportivos y algunas de las torres más altas del barrio. La parte más al sur fue agrupada en la parte Centro.
El Bairro Norte tomó como colores el azul y el amarillo, y como símbolo la Estrella del Norte. Su asociación es el Centro de Desporto e Cultura Juve Norte.
Aquí se sitúa la Parroquia de Ribamar, dedicada a San José.
Al contrario de la parroquia y del barrio del Plan de Urbanización, las fronteras populares del barrio no están del todo definidas debido al movimiento de la población.
- Datos: Q8240183